# Нервчик
„Нервчик” је југословенски ТВ филм из 1976. године. Режирао га је Милан Билбија а сценарио је написао Горан Масот.

## Улоге
| Глумац           | Улога |
| ---------------- | ----- |
| Зоран Бечић      |       |
| Љиљана Јосиповић |       |
| Александар Мичић |       |